# Xã Franklin, Quận Susquehanna, Pennsylvania
Xã Franklin (tiếng Anh: Franklin Township) là một xã thuộc quận Susquehanna, tiểu bang Pennsylvania, Hoa Kỳ. Năm 2010, dân số của xã này là 937 người.